# SI 접두어
미터법 접두어(metric prefix)는 단위의 배수 또는 부분배수를 나타내기 위해 기본 측정 단위 앞에 붙는 단위 접두어이다. 오늘날 사용되는 모든 미터법 접두어는 십진법이다. 각 접두어에는 모든 단위 기호 앞에 붙는 고유한 기호가 있다. 예를 들어, 킬로 접두어는 그램에 붙여 천을 곱한다는 것을 나타낼 수 있다. 1 킬로그램은 1,000그램과 같다. 마찬가지로, 밀리 접두어는 미터에 붙여 1,000으로 나눈다는 것을 나타낼 수 있다. 1 밀리미터는 1,000분의 1 미터와 같다.
십진법 배수 접두어는 모든 형태의 미터법의 특징이었으며, 이 중 6개는 1790년대에 이 시스템이 도입된 시점부터 존재했다. 미터법 접두어는 일부 비미터법 단위와 함께 사용되기도 했다. SI 접두어( SI prefixes)는 1960년부터 2022년까지의 결의안에 따라 국제 도량형국(BIPM)에서 국제단위계(SI)에 사용하도록 표준화한 미터법 접두어이다. 2009년부터는 ISO/IEC 80000 표준의 일부가 되었다. 또한 측정 단위의 통합 코드(UCUM)에서도 사용된다.

## SI 접두어 목록
BIPM은 국제단위계(SI)에 사용되는 접두어를 24개 지정한다.

| 접두어           | 접두어 | 10의 거듭제곱 | 십진법      | 채택 |
| 이름             | 기호   | 10의 거듭제곱 | 십진법      | 채택 |
| ---------------- | ------ | ------------- | ----------- | ---- |
| 퀘타 (quetta)    | Q      | 1030          | 1000        | 2022 |
| 론나 (ronna)     | R      | 1027          | 1000        | 2022 |
| 요타 (yotta)     | Y      | 1024          | 1000        | 1991 |
| 제타 (zetta)     | Z      | 1021          | 1000        | 1991 |
| 엑사 (exa)       | E      | 1018          | 1000        | 1975 |
| 페타 (peta)      | P      | 1015          | 1000        | 1975 |
| 테라 (tera)      | T      | 1012          | 1000        | 1960 |
| 기가 (giga)      | G      | 109           | 1000        | 1960 |
| 메가 (mega)      | M      | 106           | 1000        | 1873 |
| 킬로 (kilo)      | k      | 103           | 1000        | 1795 |
| 헥토 (hecto)     | h      | 102           | 100         | 1795 |
| 데카 (deca)      | da     | 101           | 10          | 1795 |
| —                | —      | 100           | 1           | —    |
| 데시 (deci)      | d      | 10−1          | 0.1         | 1795 |
| 센티 (centi)     | c      | 10−2          | 0.01        | 1795 |
| 밀리 (milli)     | m      | 10−3          | 0.001       | 1795 |
| 마이크로 (micro) | μ      | 10−6          | 0.000001    | 1873 |
| 나노 (nano)      | n      | 10−9          | 0.000000001 | 1960 |
| 피코 (pico)      | p      | 10−12         | 0.000000001 | 1960 |
| 펨토 (femto)     | f      | 10−15         | 0.000000001 | 1964 |
| 아토 (atto)      | a      | 10−18         | 0.000000001 | 1964 |
| 젭토 (zepto)     | z      | 10−21         | 0.000000001 | 1991 |
| 욕토 (yocto)     | y      | 10−24         | 0.000000001 | 1991 |
| 론토 (ronto)     | r      | 10−27         | 0.000000001 | 2022 |
| 퀙토 (quecto)    | q      | 10−30         | 0.000000001 | 2022 |
| 참고 1.          |        |               |             |      |

SI에서 접두어를 처음 사용한 것은 18세기 말 프랑스 혁명 이후 킬로그램의 정의로 거슬러 올라간다. 여러 접두어가 더 사용되기 시작했고, 1947년 IUPAC 제14차 국제 화학 회의에서 인정받았으며 1960년에 처음으로 공식 채택되었다.
가장 최근에 채택된 접두어는 2022년에 영국의 계량학자 리처드 J. C. 브라운(Richard J. C. Brown)의 제안에 따라 론나, 퀘타, 론토, 켁토이다(2022년 이전에는 Q/q와 R/r만이 약어로 사용 가능한 라틴 문자였고, 다른 모든 라틴 문자는 이미 다른 접두어에 사용되거나(a, c, d, E, f, G, h, k, M, m, n, P, p, T, Y, y, Z, z) SI 단위(A, B, C, d, F, g, H, h, J, K, L, m, N, S, s, T, t, u, V, W)에 사용되었거나 수학 연산자와 혼동하기 쉬웠기 때문이다(I와 l은 1과, O와 o는 0과 혼동하기 쉽고, X와 x는 ×와 혼동하기 쉽다). 큰 접두어인 론나와 퀘타는 데이터 과학에서의 사용 필요성을 예상하여 채택되었고, SI 요건을 충족하지 않는 비공식 접두어가 이미 유통되고 있었기 때문이었다. 작은 접두어도 그러한 동인 없이 대칭을 유지하기 위해 추가되었다.
페타에서 퀘타까지의 접두어는 5에서 10까지의 고대 그리스 또는 고대 라틴어 숫자에 기반하며, 103의 5제곱부터 10제곱까지를 나타낸다. 일부 줄기에서 초기 문자 h가 제거되었고, 다른 미터법 접두어와의 혼동을 피하기 위해 역알파벳 순서로 z, y, r, q의 초기 문자가 추가되었다.

### 규칙
- 측정 단위 기호는 각 접두어 이름의 기호와 결합한다. 예를 들어, 킬로미터, 킬로그램, 킬로와트의 SI 기호는 각각 km, kg, kW이다. (킬로의 기호는 k이다.) 킬로, 헥토, 데카의 초기 접두어를 제외하고, 배수 접두어의 기호는 대문자이며, 부분배수 접두어의 기호는 소문자이다.[8]
- 모든 미터법 접두어 기호는 대소문자 라틴 문자로 구성되지만, 마이크로 기호는 μ라는 그리스 문자만 사용한다.[a]
- 접두어 기호는 항상 단위 기호 앞에 중간에 공백이나 구두점 없이 붙는다.[9] 이것은 접두어 붙은 단위 기호를 단위 기호의 곱과 구별하는데, 단위 기호의 곱에는 공백이나 중간 높이 점이 구분자로 필요하다. 예를 들어, 'ms'는 밀리초를 의미하지만, 'm s' 또는 'm·s'는 미터초를 의미한다.
- 1000의 정수 제곱에 해당하는 접두어가 일반적으로 선호된다. 10단위(데시-, 데카-) 및 100단위(센티-, 헥토-)에 해당하는 접두어는 덜 일반적이며 특정 분야에서는 선호되지 않는다. 따라서 100 m가 1 hm(헥토미터) 또는 10 dam(데카미터)보다 선호된다. 데시- 및 센티- 접두어와 덜 빈번하게 사용되는 헥토 및 데카는 일반적으로 비공식적인 목적으로 사용된다. 센티미터(cm)는 특히 흔하게 사용된다. 일부 현대 건축법에서는 센티미터보다 밀리미터 사용을 선호하도록 요구하는데, 이는 "센티미터 사용이 소수점 사용을 광범위하게 초래하고 혼란을 야기하기" 때문이다.[10] 이러한 접두어는 또한 헥타르 및 헥토파스칼과 같이 이전의 관습적인 단위에 해당하는 미터법 단위를 만드는 데 일반적으로 사용된다.
- 접두어는 하나의 기호에 조합하여 사용할 수 없다. 여기에는 이미 접두어를 포함하는 기본 단위인 킬로그램의 경우도 포함된다. 예를 들어, 마이크로킬로그램(μkg) 대신 밀리그램(mg)이 사용된다.
- 수학 연산 시 접두어는 곱셈 인수로 취급된다. 예를 들어, 5 km는 5000 m로 취급되므로, 동일한 단위에 기반한 모든 양이 다른 접두어를 가지고 있더라도 함께 인자화될 수 있다.
- 단위 기호에 붙은 접두어 기호는 단위가 거듭제곱될 때 포함된다. 예를 들어, 1 km2는 103 m2가 아니라 1 km × 1 km = 106 m2를 나타낸다.

## 사용법

### 예시
- 전자의 질량은 약 1 rg (론토그램)이다.[7][b]
- 1리터의 물의 질량은 약 1 kg (킬로그램)이다.[12]
- 지구의 질량은 약 6 Rg (론나그램)이다.[7]
- 목성의 질량은 약 2 Qg (퀘타그램)이다.[7]

### 미터법 접두어를 사용한 단위의 거듭제곱 예시
- 1 km2는 1 제곱킬로미터를 의미하며, 1000 m 곱하기 1000 m인 정사각형의 넓이를 나타낸다. 다시 말해, 1000000 제곱미터의 넓이를 의미하며 1000 제곱미터가 아니다.
- 2 Mm3는 2 메가미터의 세제곱을 의미하며, 1000000 m 곱하기 1000000 m 곱하기 1000000 m인 두 개의 정육면체의 부피를 나타내며, 즉 2×1018 m3를 의미하며, 2000000 세제곱미터(2×106 m3)가 아니다.

### 접두어와 거듭제곱의 예시
- 5 mV × 5 mA = 5×10−3 V × 5×10−3 A = 25×10−6 V⋅A = 25 µW.
- 5.00 mV + 10 µV = 5.00 mV + 0.01 mV = 5.01 mV.
- 5 cm = 5×10−2 m = 5 × 0.01 m = 0.05 m.
- 9 km2 = 9 × (103 m)2 = 9 × (103)2 × m2 = 9×106 m2 = 9 × 1000000 m2 = 9000000 m2.
- 3 MW = 3×106 W = 3 × 1000000 W = 3000000 W.

### 마이크로 기호
1873년에 메가와 마이크로가 채택될 때, "m"으로 시작하는 세 개의 접두어가 존재했다. 대문자 'M'과 소문자 'm'이 아닌 다른 기호를 사용할 필요가 있었다. 결국 그리스 문자 "μ"가 채택되었다.
대부분의 타자기와 컴퓨터 키보드에 "μ" 키가 없었기 때문에 "mc", "mic", M, "u"를 포함한 다양한 다른 약어들이 여전히 흔하게 사용되었다.
1960년경부터 "u"가 타자 문서에서 우세했다. ASCII, 확장 이진화 십진법 교환 부호(EBCDIC) 및 기타 일반 인코딩에 "μ"에 대한 코드 포인트가 없었기 때문에, 컴퓨터가 타자기를 대체한 후에도 이러한 전통은 계속되었다.
ISO 8859-1이 만들어졌을 때, 코드포인트 0xB5에 마이크로 기호인 "μ"가 포함되었다. 나중에 ISO 8859-1 전체가 유니코드의 초기 버전에 통합되었다. 두 문자를 모두 지원하는 많은 글꼴은 이들을 동일하게 렌더링하지만, 마이크로 기호와 그리스 소문자는 다른 응용 프로그램을 가지고 있기 때문에(일반적으로 그리스 문자는 다른 그리스 문자와 함께 사용되지만, 마이크로 기호는 그렇게 사용되지 않음), 일부 글꼴은 이들을 다르게 렌더링한다. 예를 들어 리눅스 리버틴과 Segoe UI가 그러하다.

#### 키보드 입력
대부분의 영어 키보드에는 "μ" 키가 없으므로 키 코드를 사용해야 한다. 이는 운영 체제, 물리적 키보드 레이아웃, 사용자 언어에 따라 다르다.
모든 키보드 레이아웃의 경우
- 마이크로소프트 윈도우 시스템에서
  - 임의의 유니코드 코드 포인트는 10진수로 입력할 수 있다: Alt를 누른 채 0 1 8 1를 누르고 Alt를 놓는다. 선행 "0"은 필수이다.
 (이는 해당하는 유니코드 16진수 코드 포인트인 0xB5 = 181로 등록된다.) 또는
  - 임의의 유니코드 코드 포인트는 16진수로 입력할 수 있다: Alt++b5
 (선행 '+'를 제외하고 최대 5개의 16진수 문자, 대소문자 구분 없음) 또는
  - MS-DOS 전통에 따라 IBM 코드 페이지 437에서는 이전 코드 포인트를 10진수로 입력할 수도 있다: Alt+230
 (선행 0은 생략해야 한다.)

- 리눅스 시스템에서
  - X11에서 컴포즈 키가 활성화된 경우: Composemu
  - X11에서 ibus 버전 1.5.19(또는 그 이상)가 활성화되어 있고 비조합 입력 방식이 선택된 경우: (예: mozc-Japanese-Hiragana 모드는 'u', 'b', SPACE와 같은 키 입력을 재정의하여 히라가나/한자 조합 기능을 제공한다): 코드 포인트 입력을 시작하는 기본 키 바인딩은 Ctrl+⇧ Shift+u이다. 키 시퀀스 Ctrl+⇧ Shift+u b 5 space는 U+00B5, 즉 마이크로 기호를 생성한다.
  - tty1과 같은 VGA 콘솔의 가상 터미널에서: 임의의 유니코드 코드 포인트는 10진수로 입력할 수 있다: Alt를 누른 채 1 8 1를 누르고 Alt를 놓는다. 선행 "0"은 필수가 아니다.

QWERTY 키보드 레이아웃의 경우
- 리눅스 시스템에서
  - 코드 포인트 U+00b5는 right-alt+m으로 입력할 수 있다 (오른쪽 Alt 키가 AltGr로 동작하도록 구성된 경우).

- MacOS 시스템에서 코드 포인트 U+00b5는 ⌥ Opt+m 또는 ⌥ Opt+Y로 입력할 수 있다.

### LaTeX에서의 조판
LaTeX 조판 시스템에는 SIunitx 패키지가 있어 측정 단위를 표기할 수 있다. 예를 들어,

 \qty{3}{\tera\hertz}는 "3 THz"로 서식화된다.

## 측정 단위에의 적용
접두어 사용은 1960년 SI 도입보다 훨씬 이전인 1790년대 미터법 도입으로 거슬러 올라간다. 1960년 이후 도입된 접두어를 포함한 접두어는 공식적으로 SI에 포함되었든 아니든 모든 미터법 단위에 사용된다(예: 밀리다인, 밀리가우스). 미터법 접두어는 일부 비미터법 단위에도 사용될 수 있지만, 예를 들어 비SI 시간 단위에는 사용되지 않는다.

### 미터법 단위

#### 질량
킬로그램, 그램, 밀리그램, 마이크로그램 및 그보다 작은 단위는 일반적으로 질량 측정에 사용된다. 그러나 메가그램, 기가그램 및 그보다 큰 단위는 거의 사용되지 않으며, 대신 톤 (및 킬로톤, 메가톤 등) 또는 과학적 기수법이 사용된다. 메가그램은 톤이 다른 "톤"이라는 이름의 단위와 혼동될 위험이 없다.
킬로그램은 미터법 접두어를 포함하는 유일한 국제단위계의 일관성 있는 단위이다.:{{{1}}}

#### 부피
리터(1 세제곱데시미터와 같음), 밀리리터(1 세제곱센티미터와 같음), 마이크로리터 및 그보다 작은 단위가 흔하다. 유럽에서는 센티리터가 액체에 자주 사용되며, 데시리터는 덜 빈번하게 사용된다. 곡물, 맥주, 와인과 같은 대량 농산물은 종종 헥토리터(100리터)를 사용한다.
더 큰 부피는 보통 킬로리터, 메가리터 또는 기가리터로 표시하거나, 세제곱미터(1 세제곱미터 = 1 킬로리터) 또는 세제곱킬로미터(1 세제곱킬로미터 = 1 테라리터)로 표시한다. 과학적 목적을 위해서는 보통 세제곱미터가 사용된다.

#### 길이
킬로미터, 미터, 센티미터, 밀리미터 및 그보다 작은 단위가 흔하다. 데시미터는 거의 사용되지 않는다. 마이크로미터는 종종 공식적으로 비권장되는 오래된 비SI 이름인 미크론으로 불린다. 화학과 같은 일부 분야에서는 옹스트롬(0.1 nm)이 나노미터 대신 흔히 사용되었다. 주로 입자 물리학에서 사용되는 펨토미터는 때때로 페르미라고 불린다. 큰 규모에서는 메가미터, 기가미터 및 그보다 큰 단위는 거의 사용되지 않는다. 대신 태양반경, 천문단위, 광년, 파섹과 같은 임시적인 비미터법 단위가 사용된다. 천문단위는 SI 표준에서 허용되는 비SI 단위로 언급된다.

#### 시간
SI 표준 단위 초에 대한 접두어는 주로 1초 미만의 양에서 발견된다. 더 큰 양의 경우, 분 (시간)(60 초), 시 (단위)(60 분) 및 날(24 시간) 체계는 SI와 함께 사용하도록 허용되며 더 일반적으로 사용된다. 시간 간격을 언급할 때, 윤초의 불규칙성으로 인한 문제를 피하기 위해 하루의 길이는 보통 86400 초로 표준화된다.
킬로초, 메가초와 같은 초의 더 큰 배수는 과학적 맥락에서 간혹 발견되지만, 일상 언어에서는 거의 사용되지 않는다. 장기 과학 작업, 특히 천문학에서는 율리우스년(Julian year) 또는 annum (a)이 년의 표준화된 변형으로, 정확히 31557600 초(⁠365+ 1 /4⁠ 일)와 같다. 이 단위는 율리우스력에서 한 해의 평균 길이었기 때문에 그렇게 명명되었다. 긴 시간은 메가년(Ma) 또는 기가년(Ga)과 같은 연도에 미터법 접두어를 사용하여 표현된다.

#### 각도
SI 각도 단위는 라디안이지만, 도와 분, 초는 천문학과 같은 분야에서 과학적으로 사용된다.

#### 온도
일반적인 관행은 섭씨(°C)의 경우 공식 정책이 허용하는 유연성을 일반적으로 사용하지 않는다. NIST는 다음과 같이 명시한다. "접두어 기호는 단위 기호 °C와 함께 사용될 수 있고 접두어 이름은 단위 이름인 섭씨와 함께 사용될 수 있다. 예를 들어, 12 m°C(12 밀리도 섭씨)는 허용된다." 실제로 극도로 크거나 작은 절대 온도 또는 온도 차이를 나타내고자 할 때 켈빈과 함께 접두어를 사용하는 것이 더 일반적이다. 따라서 별 내부의 온도는 MK(메가켈빈) 단위로 주어질 수 있으며, 분자 냉각은 mK(밀리켈빈) 단위로 주어질 수 있다.

#### 에너지
사용 시 줄과 킬로줄이 흔하게 사용되며, 더 큰 배수는 제한된 맥락에서 볼 수 있다. 또한, 킬로와트와 시로 이루어진 복합 단위인 킬로와트시는 종종 전기 에너지에 사용된다. 와트의 접두어를 수정하여 다른 배수를 형성할 수 있다(예: 테라와트시).
비SI 단위인 칼로리에는 여러 정의가 존재한다. 그램 칼로리와 킬로그램 칼로리가 구별된다. 1 킬로그램 칼로리는 1,000 그램 칼로리와 같으며, 음식의 "영양 칼로리"를 언급할 때 종종 대문자로 표기되고 접두어 없이 사용된다(즉, Cal). 그램 칼로리에는 미터법 접두어를 적용하는 것이 일반적이지만, 킬로그램 칼로리에는 적용하지 않는다. 따라서 1 kcal = 1000 cal = 1 Cal이다.

### 비미터법 단위
미터법 접두어는 미터법 SI 시스템 외부에서도 널리 사용된다. 일반적인 예로는 메가바이트와 데시벨이 있다. 미터법 접두어는 일부 특별한 경우(예: 마이크로인치, 킬로피트, 킬로파운드)를 제외하고는 제국 또는 미국 단위와 거의 함께 나타나지 않는다. 또한 특정 분야에서 사용되는 다른 특수 단위(예: 메가전자볼트, 기가파섹, 밀리반, 킬로달톤)와도 함께 사용된다. 천문학, 지질학, 고생물학에서 년(라틴어 annus에서 유래한 기호 'a' 사용)은 ka, Ma, Ga와 같은 미터법 접두어와 함께 일반적으로 사용된다.
비SI 단위와 SI 접두어 사용에 대한 공식 정책은 국제 도량형국(BIPM)과 미국 국립표준기술연구소(NIST) 간에 약간 다르다. 예를 들어, NIST는 "혼란을 피하기 위해 접두어 기호(및 접두어 이름)는 시간 관련 단위 기호(이름)인 min(분), h(시), d(일)와 함께 사용되지 않으며, 각도 관련 기호(이름)인 °(도), ′(분), ″(초)와도 사용되지 않는다"고 권고한다. 반면 BIPM은 arcsecond의 기호인 as와 함께 접두어 사용에 대한 정보를 추가하며 다음과 같이 명시한다: "그러나 천문학자들은 매우 작은 각도를 측정하기 위한 단위로 milliarcsecond를 mas로, microarcsecond를 μas로 표기하여 사용한다."

## 비표준 접두어

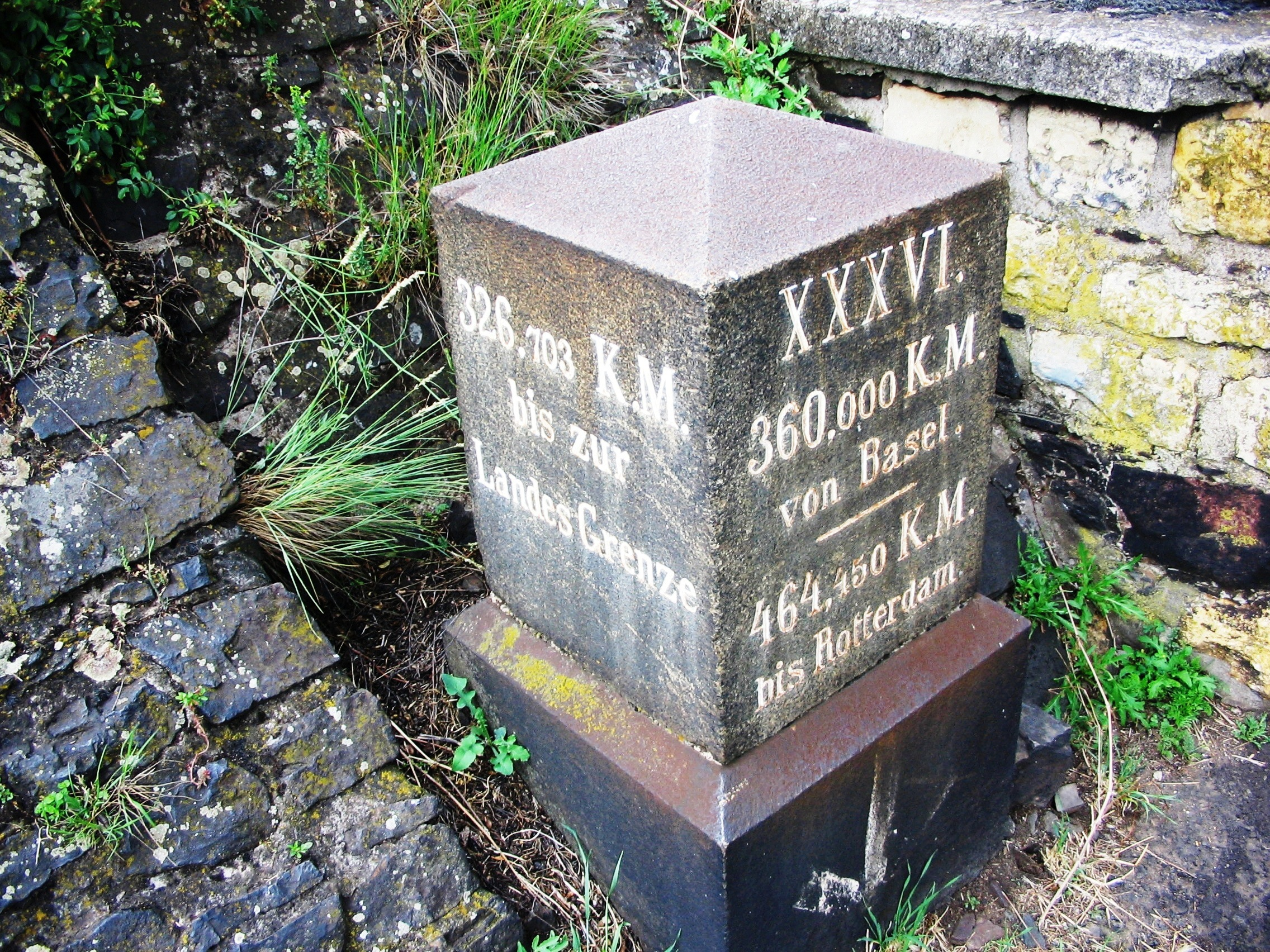
라인강 뤼데스하임암라인의 거리 표지판: 바젤에서 36 (XXXVI) 미리아미터. 표기된 거리는 360 km이며, 독일의 소수점은 쉼표이다.

### 더 이상 사용되지 않는 미터법 접두어
미터법에서 이전에 사용되었던 일부 접두어는 더 이상 사용되지 않으며 SI에 채택되지 않았다. 만을 나타내는 십진 접두어인 미리아- (때로는 미리오-로 표기)와 초기 이진 접두어인 더블- (2×) 및 데미- (⁠1/2⁠×)는 1795년 프랑스에서 채택된 원래 미터법의 일부였지만,
1960년 제11차 CGPM 회의에서 SI 접두어가 국제적으로 채택될 때 유지되지 않았다.
역사적으로 사용된 다른 미터법 접두어에는 hebdo- (107) 및 micri- (10−14)가 포함된다.

### 이중 접두어
과거에는 마이크로밀리미터 또는 밀리미크론(현재 나노미터), 마이크로마이크로패럿(μμF, 현재 피코패럿, pF), 킬로메가톤(현재 기가톤), 헥토킬로미터(현재 100 킬로미터)와 파생된 형용사 헥토킬로미터(일반적으로 연료 소비 측정에 사용됨)와 같은 이중 접두어가 사용되었다. 이러한 접두어는 SI와 호환되지 않는다.
다른 폐기된 이중 접두어에는 "데시밀리-"(10−4)가 있었는데, 이는 "디미-"로 축약되어 1961년까지 프랑스에서 표준화되었다.
새로운 접두어를 위한 라틴 문자 알파벳은 더 이상 남아있지 않다(사용되지 않은 모든 문자는 이미 단위에 사용되고 있다). 따라서 리처드 J.C. 브라운(Richard J.C. Brown, 10의 27승 및 10의 30승에 채택된 접두어를 제안한 사람)은 그러한 규모의 접두어에 대한 필요성이 구체화될 경우 복합 접두어(예: 10의 33승의 경우 킬로퀘타-)의 재도입을 제안했으며, 마지막 접두어는 항상 퀘타- 또는 켁토-여야 한다는 제한을 두었다. 이러한 사용은 BIPM의 승인을 받지 못했다.

## 유사한 기호 및 약어
영문 서면에서는 K 기호가 많은 맥락에서 비공식적으로 천 배수를 나타내는 데 자주 사용된다. 예를 들어, 40K 급여(40000)라고 말하거나 2000년 문제를 Y2K 문제라고 부를 수 있다. 이러한 경우 대문자 K는 종종 암시된 단위와 함께 사용된다(맥락이 불분명할 경우 켈빈 온도 단위의 기호와 혼동될 수 있음). 이 비공식적인 접미사는 "천", "그랜드", 또는 단순히 "k"로 읽거나 말해진다.
금융 및 일반 언론 매체에서는 대량, 특히 통화와 인구를 나타낼 때 각각 백만, 10억(109), 조(1012)의 약어로 m 또는 M, b 또는 B, t 또는 T를 주로 사용한다.
미국의 의학 및 자동차 산업 분야에서는 세제곱센티미터에 cc 또는 ccm이라는 약어를 사용한다. 1 세제곱센티미터는 1 밀리리터와 같다.
거의 한 세기 동안, 엔지니어들은 대형 전력 케이블의 단면적을 지정할 때 "천 원형 밀"을 나타내기 위해 MCM이라는 약어를 사용했다. 1990년대 중반부터 kcmil이 천 원형 밀의 공식 지정으로 채택되었지만, MCM이라는 지정은 여전히 널리 사용되고 있다. 비슷한 시스템이 미국의 천연가스 판매에서 사용된다: 천을 나타내는 m (또는 M)과 백만을 나타내는 mm (또는 MM)은 영국 열량 단위 또는 섬을 나타내며, 석유 산업에서도 MMbbl은 "수백만 배럴"을 의미하는 기호이다. MCM에서 대문자 M을 "천"의 의미로 사용하는 것은 로마 숫자에서 M이 1000을 의미하는 데서 유래한다.

## 같이 보기
- 이진 접두어
- 한중일 호환용
- 공학 표기법
- 인도식 기수법
- 국제 계량학 용어집
- ISO/IEC 80000
- 숫자 접두사
- 크기 정도
- 크기 정도 (데이터)
- RKM 코드
- 측정 단위의 통합 코드

## 내용주
1. ↑  일반 텍스트 사용 시 ASCII 호환성을 위해 μ는 종종 라틴 문자 u로 대체된다.
2. ↑  me = 9.1093837139(28)×10−31 kg‍[11]. 그램으로 변환하면 9.1093837015×10−28 g이다. 가장 가까운 10의 거듭제곱으로 반올림하면 1×10−27 g 또는 1 rg이다.
3. ↑  
때로는 'u' 기호에 펜이나 연필로 아래 획을 추가하거나, '/u'로 표시하기도 한다.
4. ↑  
	"Art. 8. Dans les poids et mesures de capacité, chacune des mesures décimales de ces deux genres aura son double et sa moitié, afin de donner à la vente des divers objets toute la commodité que l'on peut désirer. Il y aura donc le double-litre et le demi-litre, le double-hectogramme et le demi-hectogramme, et ainsi des autres.

## 참조주
1. ↑  “SI prefixes”. 《Bipm.org》. Bureau International des Poids et Mesures. 2014년 9월 12일에 원본 문서에서 보존된 문서. 2023년 6월 13일에 확인함.
2. ↑  “Resolutions of the General Conference on Weights and Measures (27th meeting)” (PDF) (프랑스어, 영어). Bureau International des Poids et Mesures. 2022년 11월 18일. 2023년 6월 13일에 원본 문서 (PDF)에서 보존된 문서. 2024년 5월 18일에 확인함.
3. 1 2  “On the extension of the range of SI prefixes”. 2022년 11월 18일. 2023년 2월 5일에 확인함.
4. ↑  “Metric (SI) Prefixes”. NIST.
5. ↑  《Comptes rendus de la Quatorzième Conférence》 (프랑스어). London: IUPAC. 1947년 7월 24일.
6. ↑  “Resolution 12 of the 11th meeting of the CGPM”. 《Bipm.org》. Bureau International des Poids et Mesures. 1960. 2013년 2월 13일에 원본 문서에서 보존된 문서. 2023년 9월 12일에 확인함.
7. 1 2 3 4  Sample, Ian (2022년 11월 18일), “Earth weighs in at six ronnagrams as new prefixes picked for big and small”, 《가디언》, 2022년 12월 14일에 확인함
8. ↑  “Metric Prefixes and SI Units”. 《learn.sparkfun.com》. tutorials. 2020년 1월 26일에 확인함.
9. ↑  “SI Unit rules and style conventions checklist”. 《nist.gov》. NIST. September 2004.
10. ↑  Metric Design Guide (PDF) (보고서). Public Buildings Service. U.S. General Services Administration. September 1995. PBS-PQ260. 2011년 12월 15일에 원본 문서 (PDF)에서 보존된 문서. 2018년 4월 21일에 확인함 – National Institute of Building Sciences 경유.
11. ↑  “2022 CODATA Value: electron mass”. 《The NIST Reference on Constants, Units, and Uncertainty》. NIST. May 2024. 2024년 5월 18일에 확인함.
12. ↑  “Kilogram | mass, weight, SI unit | Britannica”. 2024년 3월 15일.
13. ↑  Kottwitz, Stefan (2015년 10월 28일), 《LaTeX Cookbook》, Packt Publishing Ltd, 158–9쪽, ISBN 978-1-78439-630-5
14. ↑  《The International System of Units》 (PDF) 9판, International Bureau of Weights and Measures, Dec 2022, 145쪽, ISBN 978-92-822-2272-0
15. ↑  《The International System of Units》 (PDF) 9판, International Bureau of Weights and Measures, Dec 2022, ISBN 978-92-822-2272-0
16. ↑  Barbieri, C., & Bertini, I. (2020). Fundamentals of Astronomy (2nd ed.), p. 1-2. CRC Press. https://doi.org/10.1201/9780429287305
17. 1 2  Thompson, Ambler; Taylor, Barry N. (March 2008). Special Publication 811 (보고서) 2008판. National Institute of Standards and Technology. 2018년 6월 21일에 확인함 – nist.gov 경유.
18. ↑  Conn, Carole; Kravitz, Len. “Remarkable Calorie”. University of New Mexico. 2017년 5월 22일에 확인함.
19. ↑  Gargaud, Muriel; Amils, Ricardo; Cleaves, Henderson James (26 May 2011). 〈Ga〉. 《Encyclopedia of Astrobiology》. Springer Science & Business Media. 621쪽. ISBN 978-3-642-11271-3.
20. ↑  The International System of Units (SI) (보고서). SI Brochure. International Bureau of Weights and Measures. 2017년 3월 5일에 확인함.
21. ↑  “H.R. 596, An Act to authorize the use of the metric system of weights and measures”. 29th Congress of the United States, Session 1. 1866년 5월 13일. 2015년 7월 5일에 원본 문서에서 보존된 문서.
22. ↑  Brewster, David (1830). 《The Edinburgh Encyclopædia》 12. Edinburgh, UK: William Blackwood, John Waugh, John Murray, Baldwin & Cradock, J.M. Richardson. 494쪽. 2015년 10월 9일에 확인함.
23. ↑  Brewster, David (1832). 《The Edinburgh Encyclopaedia》 12 1 American판. Joseph and Edward Parker. 2015년 10월 9일에 확인함.
24. ↑  〈La loi du 18 Germinal an 3〉. 《L'histoire du mètre》 [The History of the Metre] (프랑스어). 2022년 11월 26일에 원본 문서에서 보존된 문서. 2015년 10월 12일에 확인함 – histoire.du.metre.free.fr 경유. Décision de tracer le mètre, unité fondamentale, sur une règle de platine. Nomenclature des « mesures républicaines ». Reprise de la triangulation
25. ↑  Rowlett, Russ (2008) [2000]. 〈millimicro-〉. 《How Many? A dictionary of units of measurement》. 노스캐롤라이나 대학교 채플힐. 2016년 8월 29일에 원본 문서에서 보존된 문서. 2016년 8월 29일에 확인함.
26. ↑  Danloux-Dumesnils, Maurice (1969). 《The Metric System: A critical study of its principles and practice》. The Athlone Press. 34쪽. ISBN 9780485120134. 2015년 10월 9일에 확인함. (a translation of the French original Esprit et bon usage du système métrique, 1965 )
27. ↑  Brown, Richard J.C. (2022년 4월 27일). 《Reply to "Facing a shortage of the Latin letters for the prospective new SI symbols: Alternative proposal for the new SI prefixes"》. 《Accreditation and Quality Assurance》 27. 143–144쪽. doi:10.1007/s00769-022-01499-7. S2CID 248397680.
28. ↑  Brown, Richard J.C. (2019). 《Considerations on compound SI prefixes》. 《Measurement》 140. 237–239쪽. Bibcode:2019Meas..140..237B. doi:10.1016/j.measurement.2019.04.024. S2CID 146092009.
29. ↑  “Obama unveils $3.8T budget proposal”. Canadian Broadcasting Corporation. Associated Press. 2012년 2월 13일. 2012년 3월 1일에 확인함.
30. ↑  “More than 65M Flock to Discovery's Planet Earth”. Multichannel.com. 2012년 3월 1일에 확인함.
31. 1 2  “Purcell, P (2007). Disambiguating M. PESA News 88”. Pesa.com.au. 2012년 3월 25일에 원본 문서에서 보존된 문서. 2012년 3월 1일에 확인함.
32. ↑  “What is the difference between MCM and kcmil?”. Reference.com. 2015년 8월 4일. 2016년 9월 5일에 확인함.